# 1964年東京オリンピックのソビエト連邦選手団
1964年東京オリンピックのソビエト連邦選手団（1964ねんとうきょうオリンピックのソビエトれんぽうせんしゅだん）は、1964年10月10日から10月24日にかけて日本の首都東京で開催された1964年東京オリンピックのソビエト連邦選手団、およびその競技結果。

## 概要
今大会は金メダル30個、銀メダル31個、銅メダル35個の合計96個のメダルを獲得した。

## メダル
| メダル | 選手名                                      | 競技   | 種目                   |
| ------ | ------------------------------------------- | ------ | ---------------------- |
| 金     | ワレリー・ブルメル                          | 陸上   | 男子走高跳             |
| 金     | ロムアルド・クリム                          | 陸上   | 男子ハンマー投         |
| 金     | タマラ・プレス                              | 陸上   | 女子砲丸投             |
| 金     | タマラ・プレス                              | 陸上   | 女子円盤投             |
| 金     | イリーナ・プレス                            | 陸上   | 女子五種競技           |
| 金     | ガリナ・プロズメンシコワ                    | 競泳   | 200m平泳ぎ             |
| 金     | ラリサ・ラチニナ                            | 体操   | 女子ゆか               |
| 銀     | オレグ・フェドセーエフ                      | 陸上   | 男子三段跳             |
| 銀     | レイン・アウン                              | 陸上   | 男子十種競技           |
| 銀     | イマンツ・ボドニエクス ヴィクトル・ログノフ | 自転車 | 男子タンデムスプリント |
| 銀     | ラリサ・ラチニナ                            | 体操   | 女子個人総合           |
| 銀     | ラリサ・ラチニナ                            | 体操   | 女子跳馬               |
| 銅     | アナトリー・ミハイロフ                      | 陸上   | 男子110mハードル       |
| 銅     | イワン・ベリャエフ                          | 陸上   | 男子3000m障害          |
| 銅     | ウラジミル・ゴルブニチー                    | 陸上   | 男子20km競歩           |
| 銅     | イゴール・テルオバネシアン                  | 陸上   | 男子走幅跳             |
| 銅     | ビクトル・クラフチェンコ                    | 陸上   | 男子三段跳             |
| 銅     | ヤーニス・ルーシス                          | 陸上   | 男子やり投             |
| 銅     | タイシア・チェンチク                        | 陸上   | 女子走高跳             |
| 銅     | タチアナ・シチェルカノワ                    | 陸上   | 女子走幅跳             |
| 銅     | ガリナ・ジビナ                              | 陸上   | 女子砲丸投             |
| 銅     | エレーナ・ゴルチャコワ                      | 陸上   | 女子やり投             |
| 銅     | ガリーナ・ブィストロワ                      | 陸上   | 女子五種競技           |
| 銅     | アーロン・ボゴリューボフ                    | 柔道   | 男子68kg以下級         |
| 銅     | オレグ・ステパノフ                          | 柔道   | 男子68kg以下級         |
| 銅     | パルナオズ・チクビラーゼ                    | 柔道   | 男子80kg超級           |
| 銅     | アンゾール・キクナーゼ                      | 柔道   | 男子80kg超級           |
| 銅     | ラリサ・ラチニナ                            | 体操   | 女子段違い平行棒       |
| 銅     | ラリサ・ラチニナ                            | 体操   | 女子平均台             |